# کوگول (باشقیرستان)
کوگول (انگلیسی: Kugul, Republic of Bashkortostan) یک شهرک در شهرستان بلاگووارسکی باشقیرستان کشور روسیه است.